# Andrena astragali
Andrena astragali är en biart som beskrevs av Henry Lorenz Viereck och Cockerell 1914. Den ingår i släktet sandbin och familjen grävbin. Inga underarter finns listade i Catalogue of Life.

## Beskrivning
Arten har övervägande svart grundfärg med mörkt rödbrun undersida på antennerna, rödbruna spetsar på käkarna, rökfärgade vingar, framför allt hos honan, och med röda ribbor, samt delvis brunaktiga ben och fötter. Behåringen är orangebrun, något ljusare hos hanen, På bakkroppen i form av hårband. Honan är 10 till 13 mm lång, hanen 8 till 12 mm.

## Ekologi
Arten är påtagligt oligolektisk till släktet Toxicoscordion i familjen nysrotsväxter. Släktet är vanligt i Nordamerika, och alla dess arter är mycket giftiga, både för andra bin och däggdjur. Det gäller emellertid inte för Andrena astragali, biet i fråga är immun mot växtens giftämnen. Det är inte ovanligt att blommande växter skyddar sina blad, blommor och frukter med gift, men även detta växtsläktets nektar och pollen innehåller nervgift. Det påverkar dock inte Andrena astragali eller dess larver.
Biet kan tillfälligtvis besöka andra växter, som rödskinnslök i familjen amaryllisväxter, Lomatium dissectum i familjen flockblommiga växter, släktet Eriogonum i familjen slideväxter, videsläktet i familjen videväxter och Heuchera grossulariifolia i familjen stenbräckeväxter, men biet hämtar troligtvis endast nektar därifrån. 
Som alla sandbin lever arten solitärt, honan gräver ut larvbon i jorden.

## Utbredning
Arten förekommer i Nordamerika, från sydvästligaste Kanada till östra och mellersta USA.